# Meridiano 100 W
O meridiano 100 W é um meridiano que, partindo do Polo Norte, atravessa o Oceano Ártico, América do Norte, Oceano Pacífico, Oceano Antártico, Antártida e chega ao Polo Sul. Forma um círculo máximo com o meridiano 80 E.
Começando no Polo Norte, tem os seguintes cruzamentos:
| País, território ou mar | Notas |
| ----------------------- | --- |
| Oceano Ártico           | |
| Canadá                  | Ilha Meighen                                                                                                   |
| Canal de Peary          | |
| Canadá                  | Nunavut - Ilha Ellef Ringnes                                                                                   |
| Corpo de água sem nome  | |
| Canadá                  | Nunavut - Ilhas Berkeley e Ilha Bathurst                                                                       |
| Canal de Parry          | |
| Canadá                  | Nunavut - Príncipe de Gales                                                                                    |
| Canal de McClintock     | |
| Larsen Sound            | Passa a leste da Ilha Gateshead, Nunavut, Canadá                                                               |
| Estreito Victoria       | |
| Canadá                  | Nunavut - Ilha Royal Geographical Society                                                                      |
| Golfo da Rainha Maud    | Passa a leste da Ilha Hat, Nunavut, Canadá                                                                     |
| Canadá                  | Nunavut continental Manitoba                                                                                   |
| Estados Unidos          | Dakota do Norte Dakota do Sul Nebraska Kansas Oklahoma fronteira Texas / Oklahoma Texas                        |
| México                  | Coahuila Nuevo León Tamaulipas San Luis Potosí Tamaulipas San Luis Potosí Guanajuato Querétaro México Guerrero |
| Oceano Pacífico         | |
| Oceano Antártico        | |
| Antártida               | Território não reclamado                                                                                       |